# Heterophasia desgodinsi
Heterophasia desgodinsi е вид птица от семейство Leiothrichidae.

## Разпространение
Видът е разпространен във Виетнам, Китай, Лаос и Мианмар.